# Pere Oliver
Pere Oliver i Domenge (Palma de Mallorca, 1886-Felanich, 1968) fue un político español.
Trabajó como farmacéutico en Felanich. En 1917 colaboró con el diario La Veu de Mallorca, partidario de la autonomía de las Islas Baleares y de tendencia pancatalanista. En 1923 fue uno de los fundadores de la Asociación por la Cultura de Mallorca y colaboró en las revistas La Veu de Mallorca, La Nostra Terra y El Felanigense. Cuando se proclamó la Segunda República Española fue elegido alcalde de Felanich e intervino en la discusión del anteproyecto de Estatuto de Autonomía de Baleares de 1931. En 1932 participó en la organización del partido Acción Republicana de Mallorca y en 1934 formó parte del consejo regional de Esquerra Republicana Balear. Cuando estalló la guerra civil española y Mallorca fue ocupada por las tropas franquistas, se ocultó en el núcleo de Porto Colom, de donde partió hacia Menorca y de aquí a Barcelona. Su compañero, Pere Reus Bordoy, fue acusado de facilitar su marcha y ejecutado. Al finalizar la contienda se exilió en Filipinas. Su farmacia fue saqueada y la casa incautada por el ejercido rebelde. En 1952 volvió del exilio, pero el Colegio de Farmacéuticos no le permitió reabrir la farmacia.

## Obras
- La catalanitat de les Mallorques (1916)
- Joanot Colom i Cifré (1929)
- Història de Felanitx contada als infants